# Шарлоттенбург-Вільмерсдорф
Шарлоттенбург-Вільмерсдорф (нім. Charlottenburg-Wilmersdorf) — адміністративний округ Берліна. Під час адміністративної реформи 2001 року об'єднано округи Шарлоттенбург та Вільмерсдорф та утворено новий округ Шарлоттенбург-Вільмерсдорф.

## Розташування
Шарлоттенбург-Вільмерсдорф охоплює західну частину центру міста Берлін і прилеглих до нього передмість. Округ межує на сході з округом Мітте, на південному сході з Темпельгоф-Шенеберг, з Штеґліц-Целендорф на півдні, Шпандау на заході та Райнікендорф на півночі. Округ включає в себе райони міста Шарлоттенбург, Вільмерсдорф, Галензе.

## Адміністрація
Чинний очільник округу (нім. Bezirkbürgermeister) — Рейнгард Неуманн, член Соціал-демократичної партії Німеччини. 
Парламент округу складається з 55 членів (нім. Bezirksverordenetenversammlung), він був сформована у 2011 році з наступних політичних партій:

Палац Шарлоттенбурґ

1. ХДС: 18 місць.
2. СДПН: 17 місць.
3. Союз 90/Зелені: 14 місць.
4. Піратська партія: 4 місця.
5. Ліві: 2 місця.

## Демографія
Станом на  2012, населення округу складало 326,354 осіб, з яких приблизно 110,000 (34%) були не німецького походження. Найбільші етнічні меншини: турки — 4%; поляки — 3.5%; араби, югослави та африканці — 2.5% each; росіяни — 1.5%; а також українці та іранці — 1.0% кожна меншина.

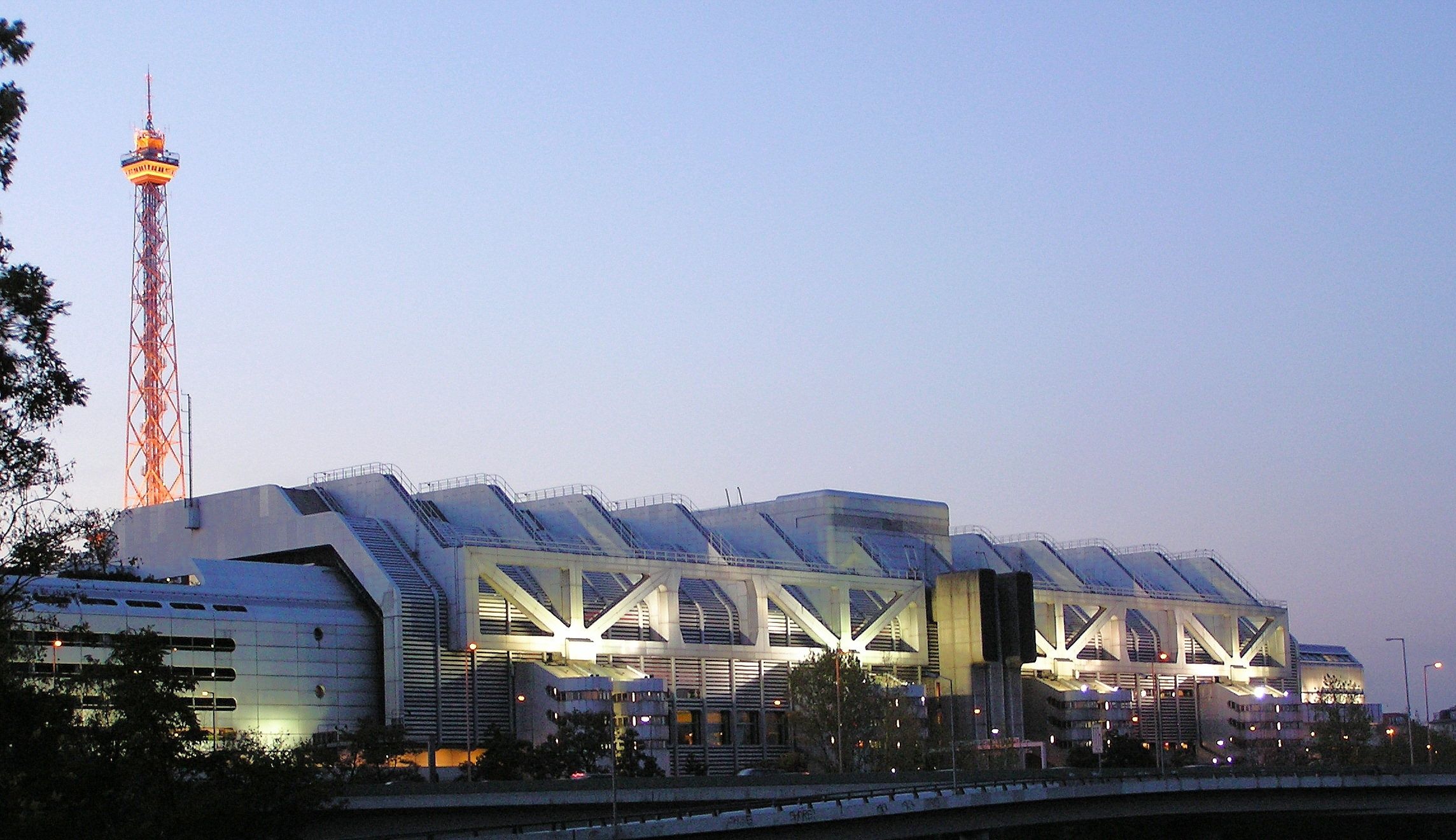
Берлінський міжнародний конгрес-центр

Населення округу, станом на 30 червня 2016 року, налічувало 334 351 осіб, це 9,3% від усього населення Берліна. Станом на 31 грудня 2012 року середній вік населення становив 45,7 років. 

Мессе Берлін

| Населення за походженням                                                                          |                |
| ------------------------------------------------------------------------------------------------- | -------------- |
| Громадяни Німеччини, етнічні німці/Репатріанти                                                    | 66% (209,700)  |
| Громадяни Німеччини іншого походження / Емігранти                                                 | 34 % (110,000) |
| - Вихідці з Середнього Сходу/Мусульманські мігранти (Туреччина, Ліга арабських держав, Іран інші) | 8% (25,500)    |
| - Вихідці з колишніх республік СРСР (Росія, Україна, Азербайджан, Казахстан інші)                 | 4.4% (14,000)  |
| - Вихідці з Польщі                                                                                | 3.5% (11,000)  |
| - Вихідці з Югославії                                                                             | 2.5% (7,500)   |
| - Вихідці з Африки                                                                                | 2.5% (7,500)   |
| - Інші ( греки, італійці, Східної Азії etc.)                                                      | 13.1% (44,500) |

Населення за роками
| Рік  | Населення |
| ---- | --------- |
| 2012 | 326 354   |
| 2010 | 320 322   |
| 2009 | 320.087   |
| 2008 | 318.208   |
| 2007 | 316.887   |
| 2006 | 315.557   |
| 2005 | 315.080   |
| 2004 | 314.712   |
| 2003 | 315.262   |
| 2002 | 315.954   |

## Адміністративний устрій
Шарлоттенбург-Вільмерсдорф ділиться на сім районів:
| Район                   | Площа (км²) | Населення 31 грудня 2012 | Щільність (осіб/км²) |
| 0401 Шарлоттенбург      | 10.6        | 121,926                  | 11,502               |
| 0402 Вільмерсдорф       | 7.16        | 95,164                   | 13,291               |
| 0403 Шмаргендорф        | 3.59        | 20,476                   | 5,704                |
| 0404 Ґруневальд         | 22.3        | 11,703                   | 525                  |
| 0405 Вестенд            | 13.5        | 38,944                   | 2,885                |
| 0406 Шарлоттенбург-Норд | 6.2         | 73,057                   | 11,783               |
| 0407 Галензе            | 1.27        | 12,759                   | 10,046               |

## Міста-побратими

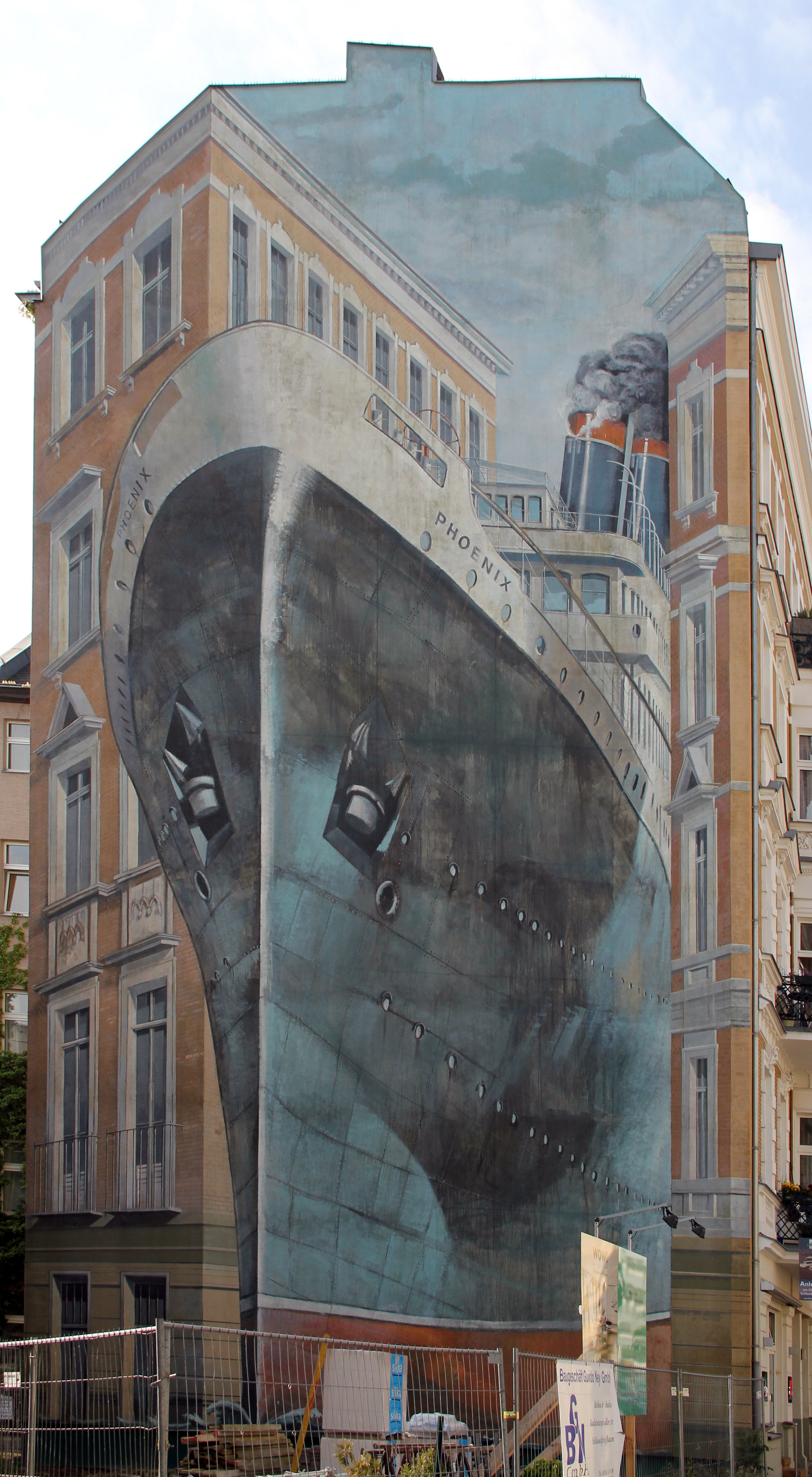

Міста-побратими колишнього округу Шарлоттенбург
| - Бад-Ібурґ, Німеччина з 1980 - Бельварош-Ліпотварош, Будапешт, Угорщина з 1998 - Луїшем, Боро Лондона з 1968 - Лінц, Австрія з 1995 - Мангайм, Німеччина з 1962 | - Марбурґ-Біденкопф, Німеччина з 1991 - Ор-Єгуда, Ізраїль з 1966 - Тренто, Італія з 1966 - Вальдек-Франкенберґ, Німеччина з 1988 |

Міста-побратими колишнього округу Вільмерсдорф
| - Апелдорн, Нідерланди з 1968 - Форхгайм, Німеччина з 1991 - Ґаньї, Париж, Франція з 1992 - Ґладсаксе, Данія з 1968 - Карміель, Ізраїль з 1985 - Кульмбах, Німеччина з 1991 | - Печерський район, Київ, Україна з 1991 - Мендзижеч, Польща з 1993 - Мінден, Німеччина з 1968 - Райнґау-Таунус, Німеччина з 1991 - Спліт, Хорватія з 1970 - Саттон, Боро Лондона з 1968 |

## Галерея

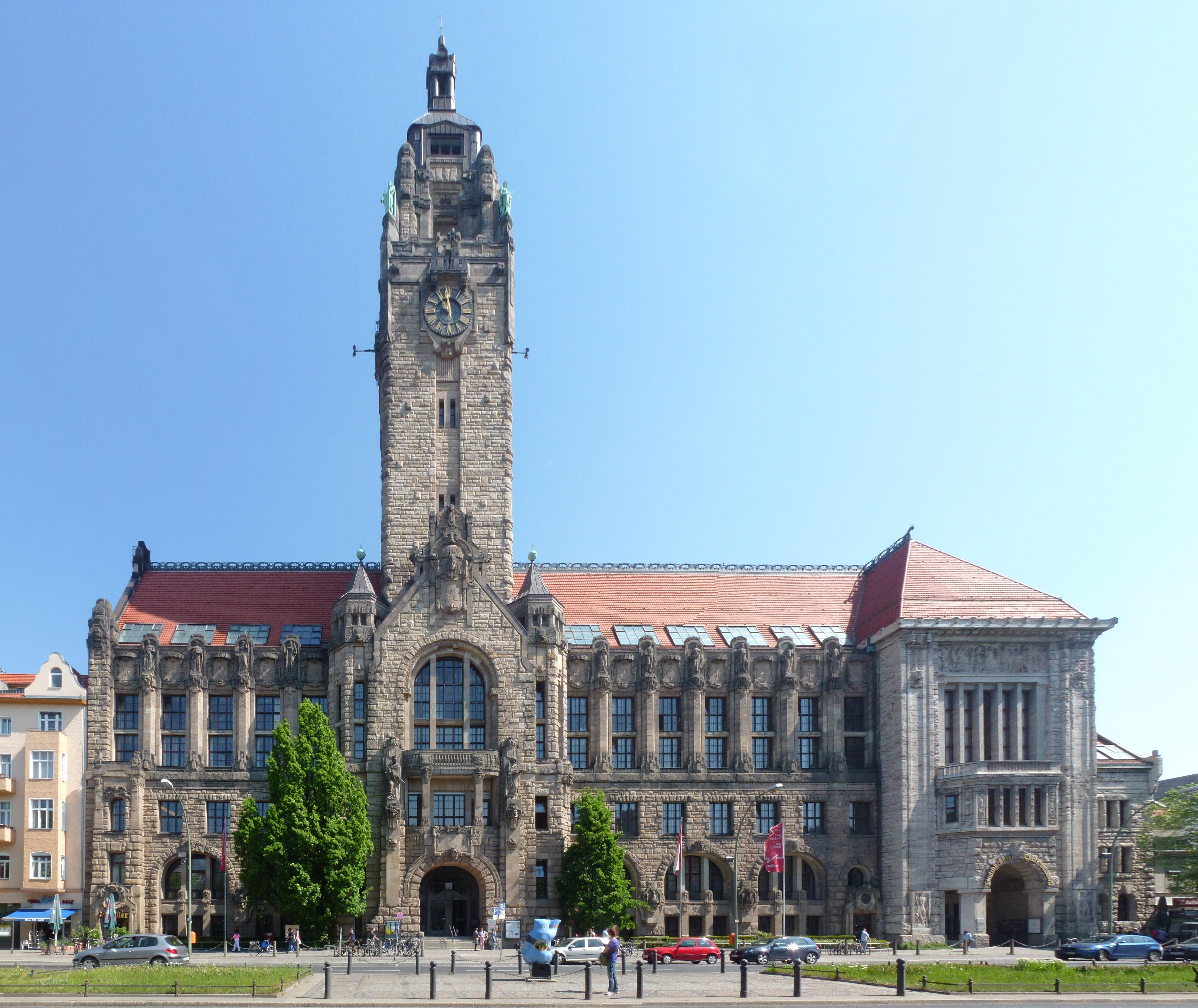
Ратуша
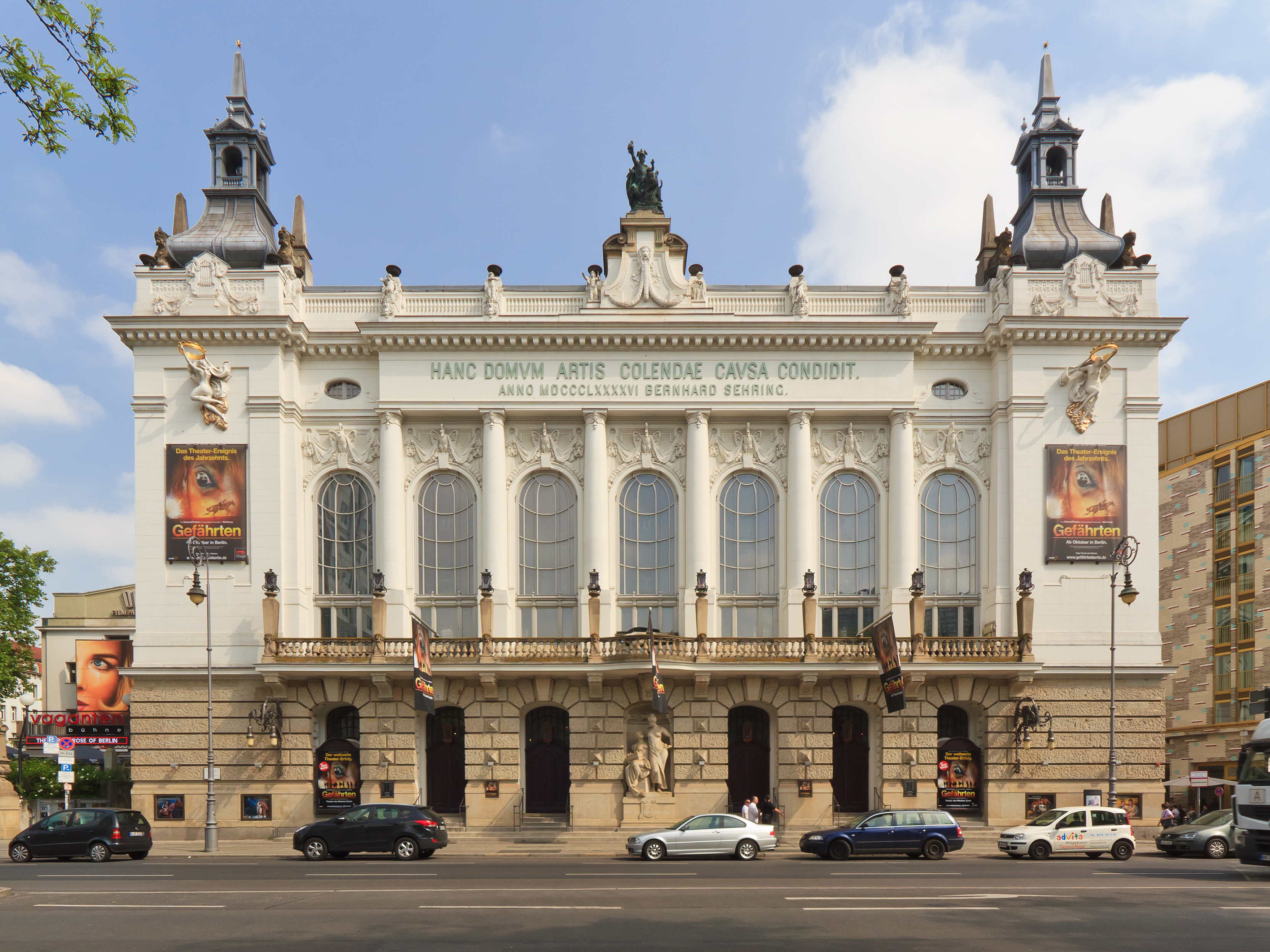
Театр Заходу (нім. Theater des Westens)
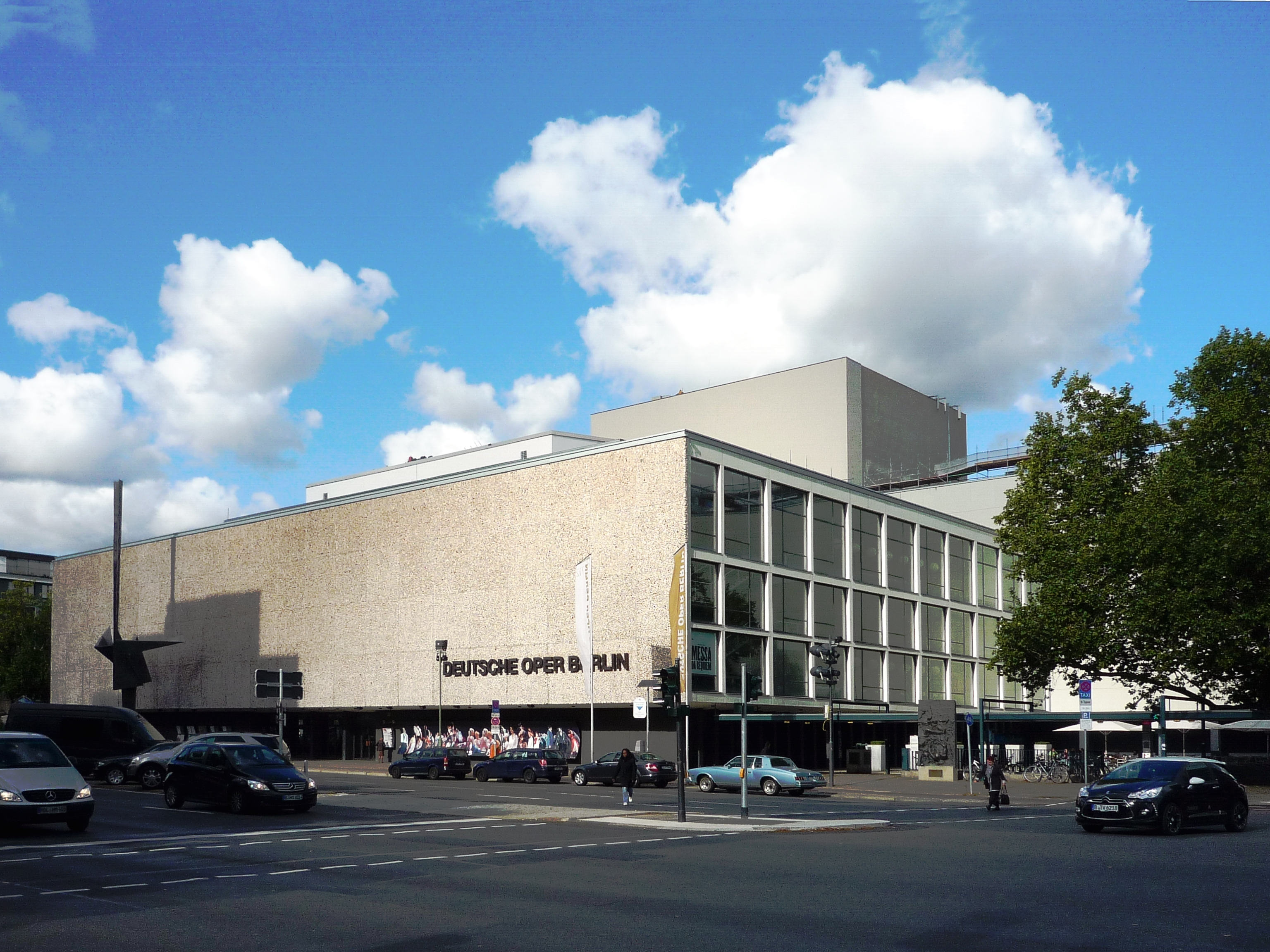
Німецька опера
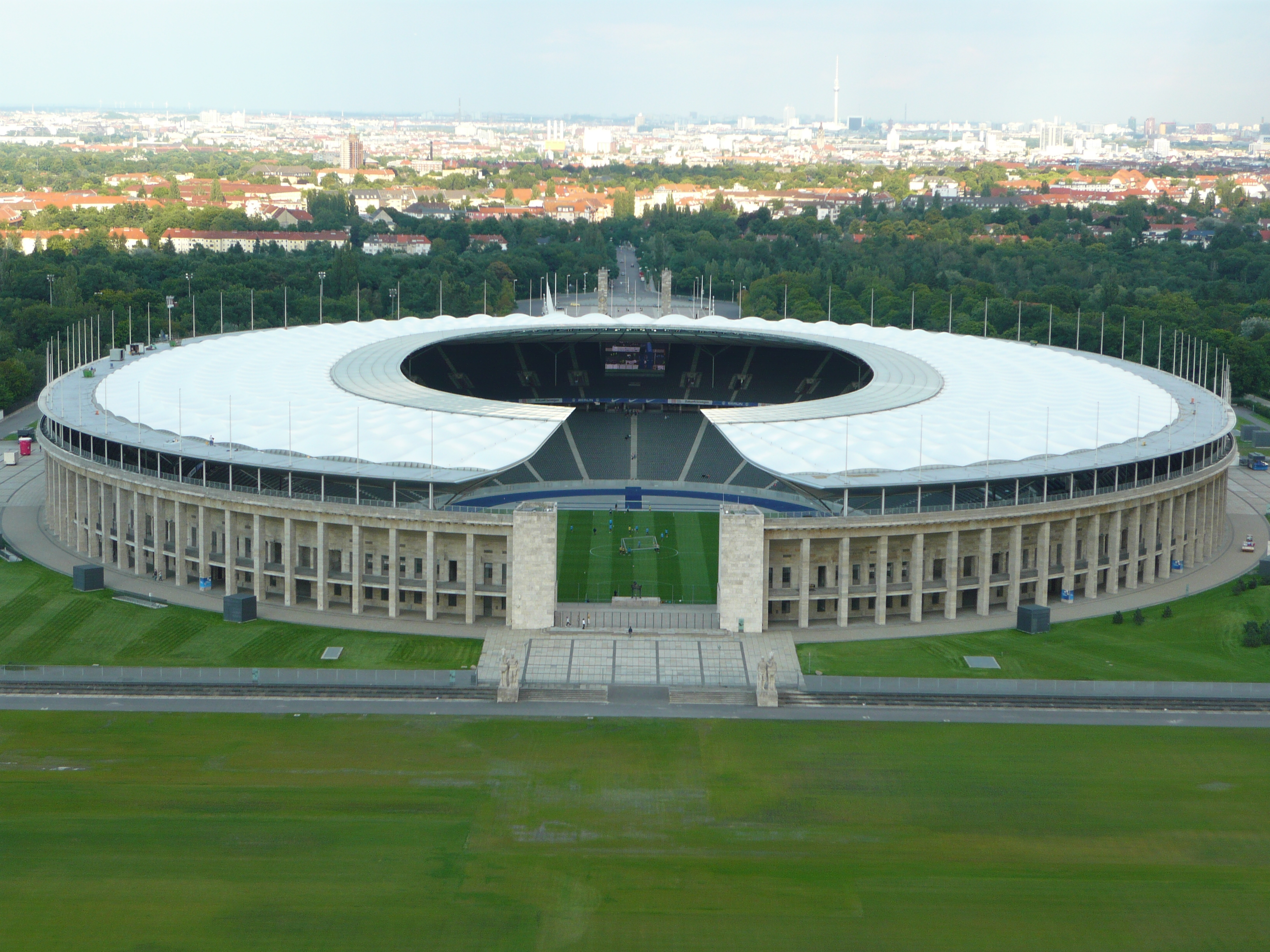
Олімпійський стадіон (Берлін)
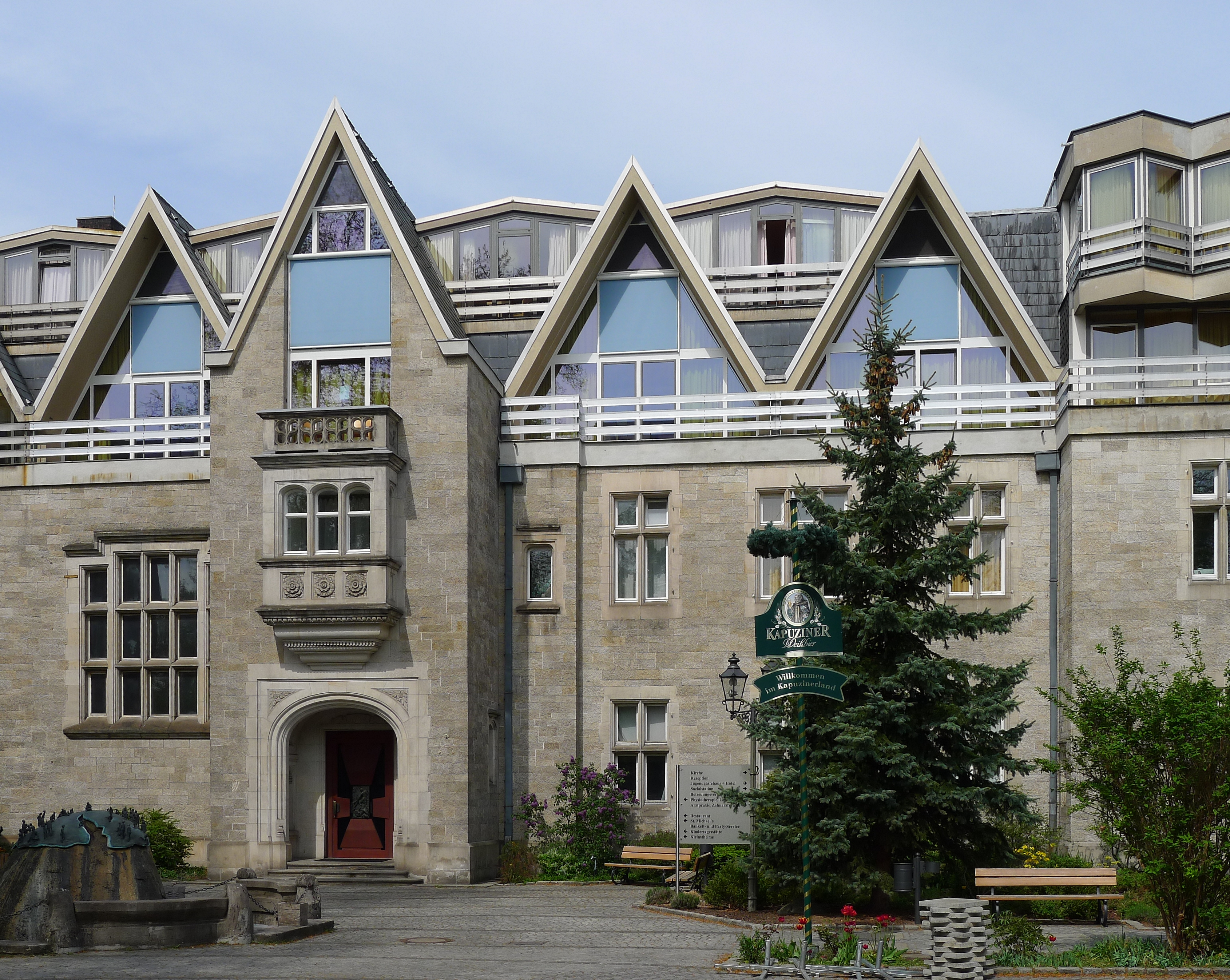
Палац Мендельсона
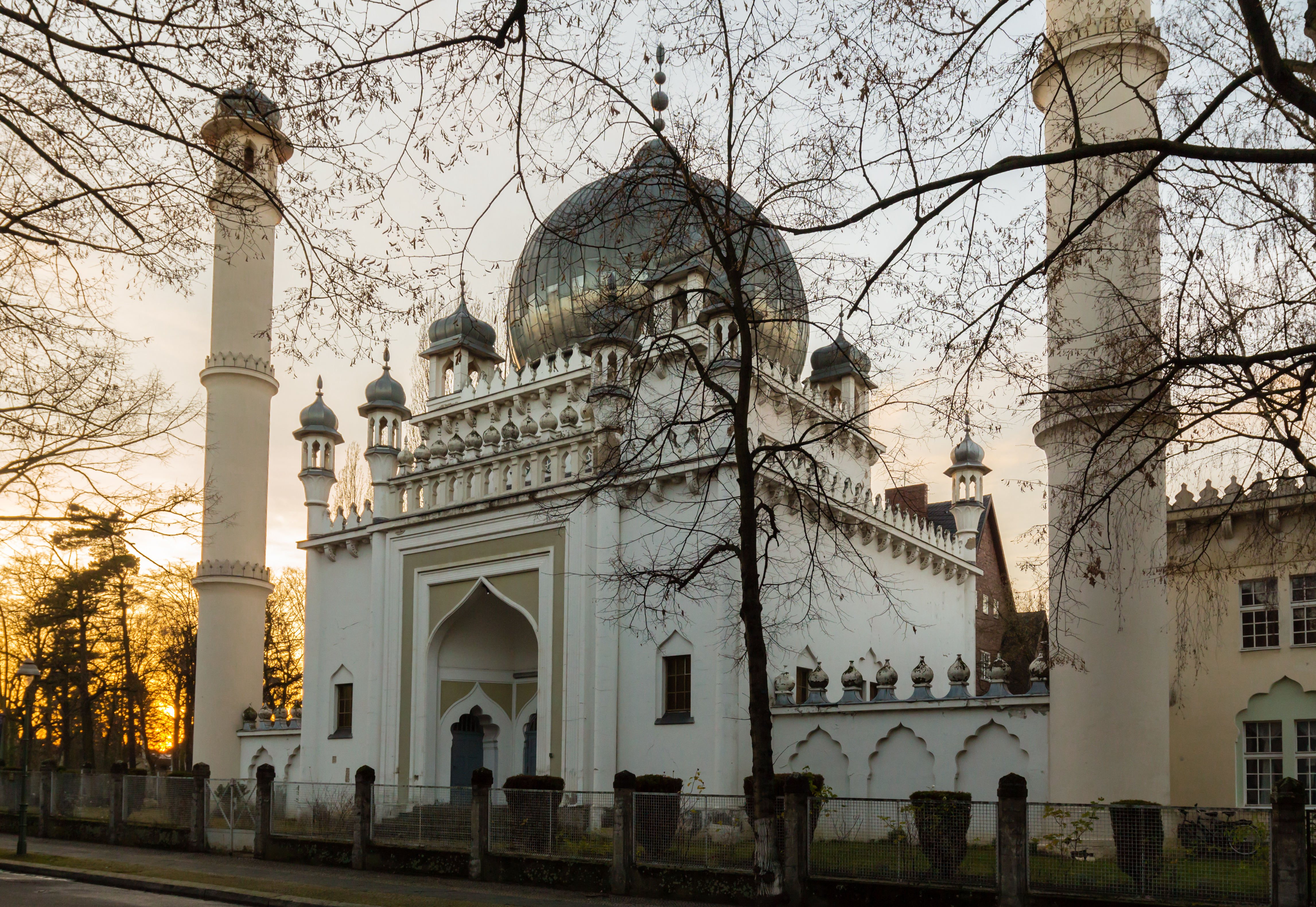
Мечеть Ахмадійя у Вільмерсдорфі
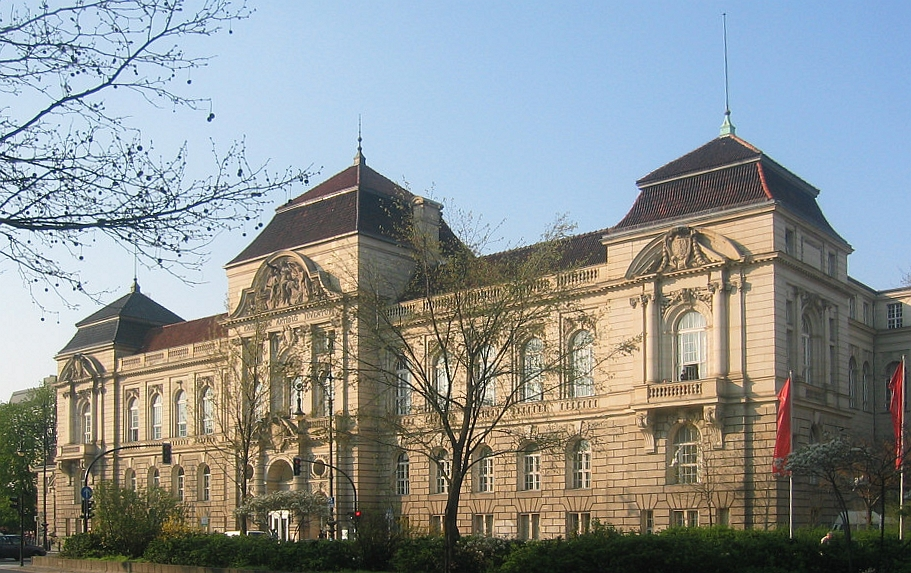
Берлінський університет мистецтв
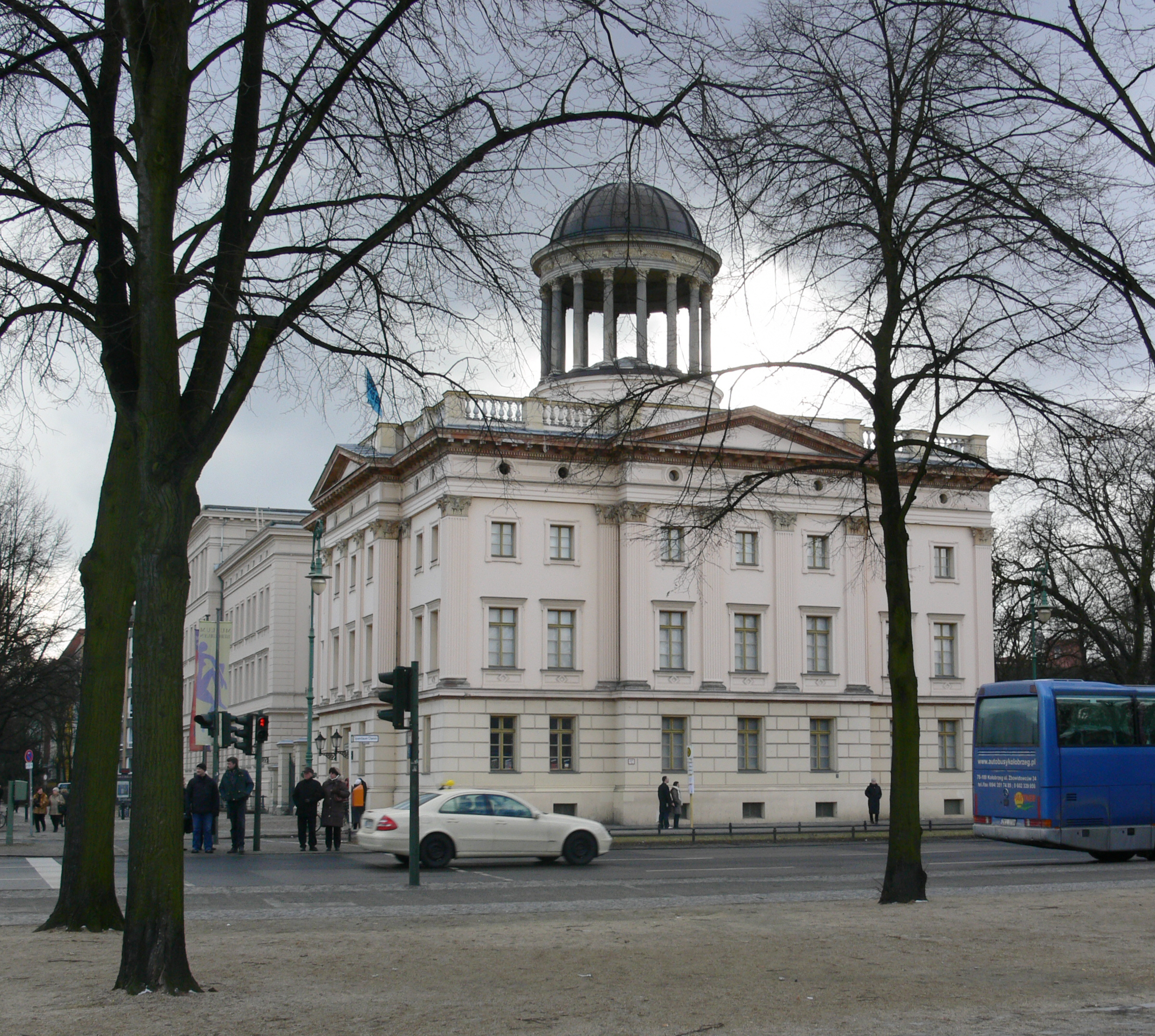
Музей Берґґрюна
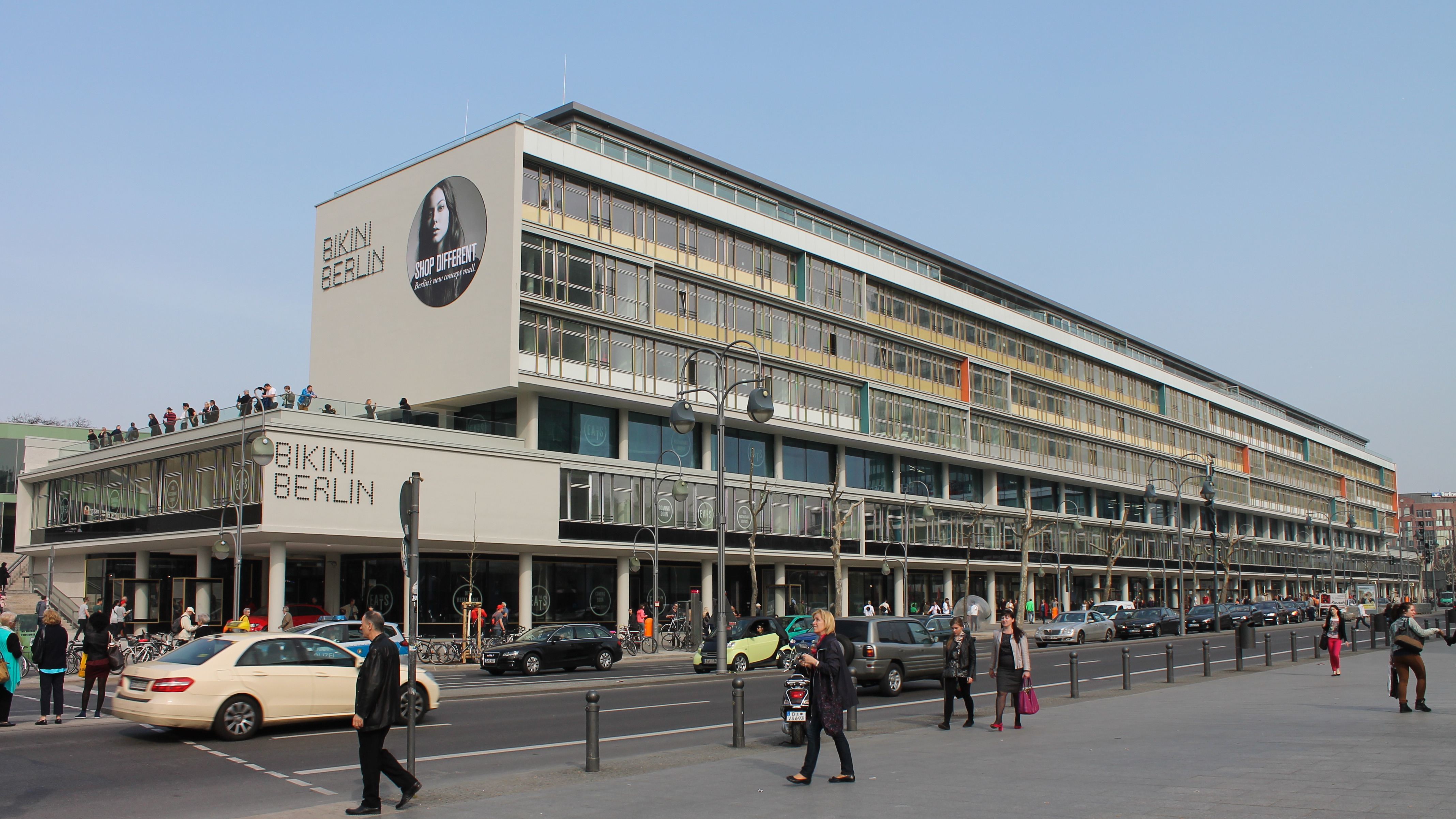
Bikini-Haus
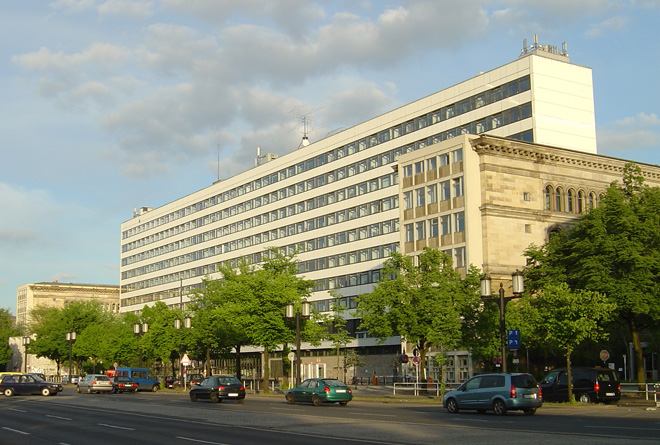
Берлінський технічний університет
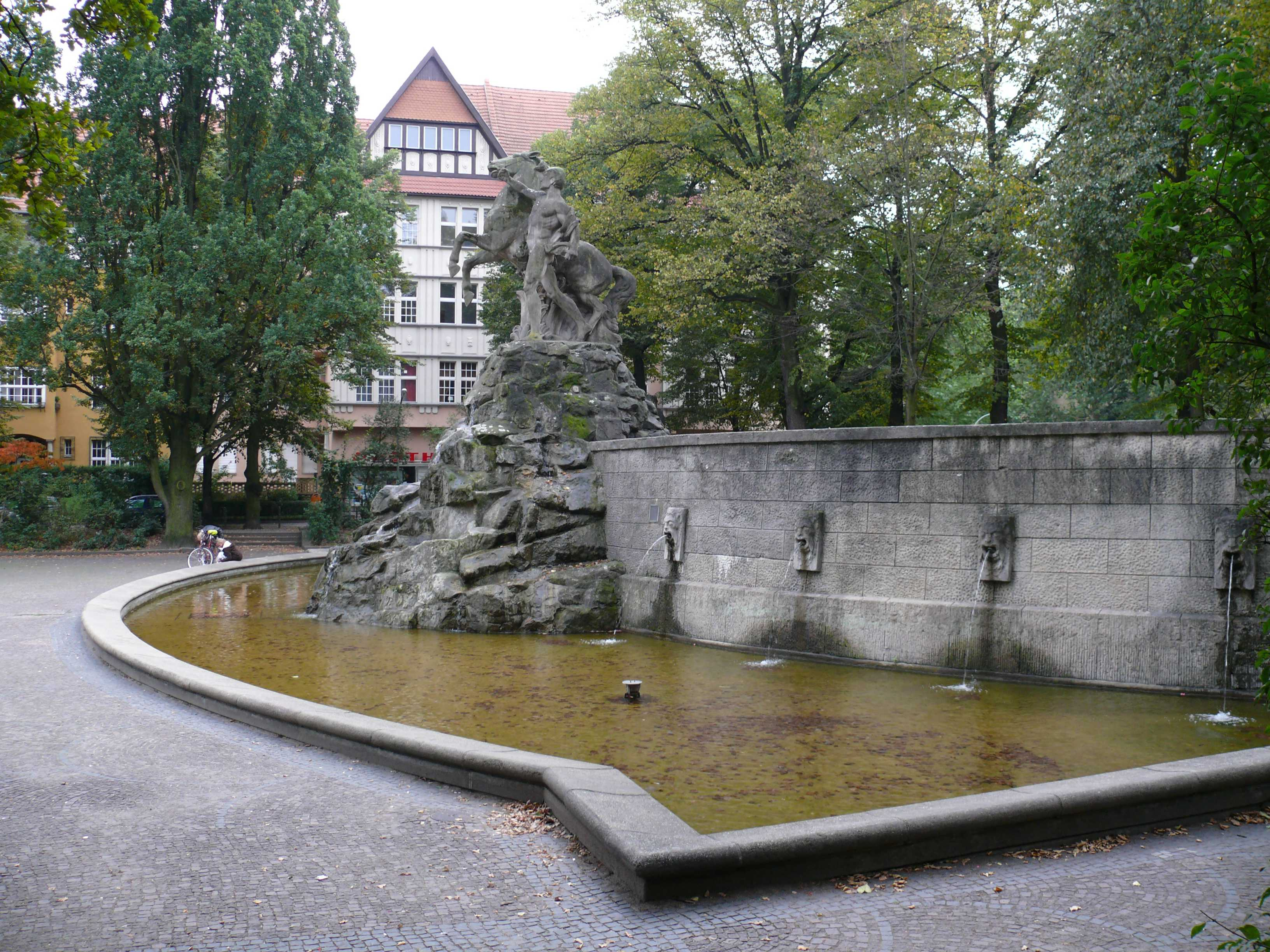
Rheingauviertel
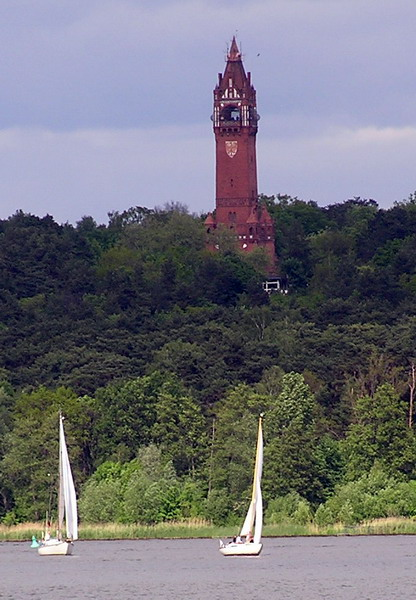
Grunewaldturm
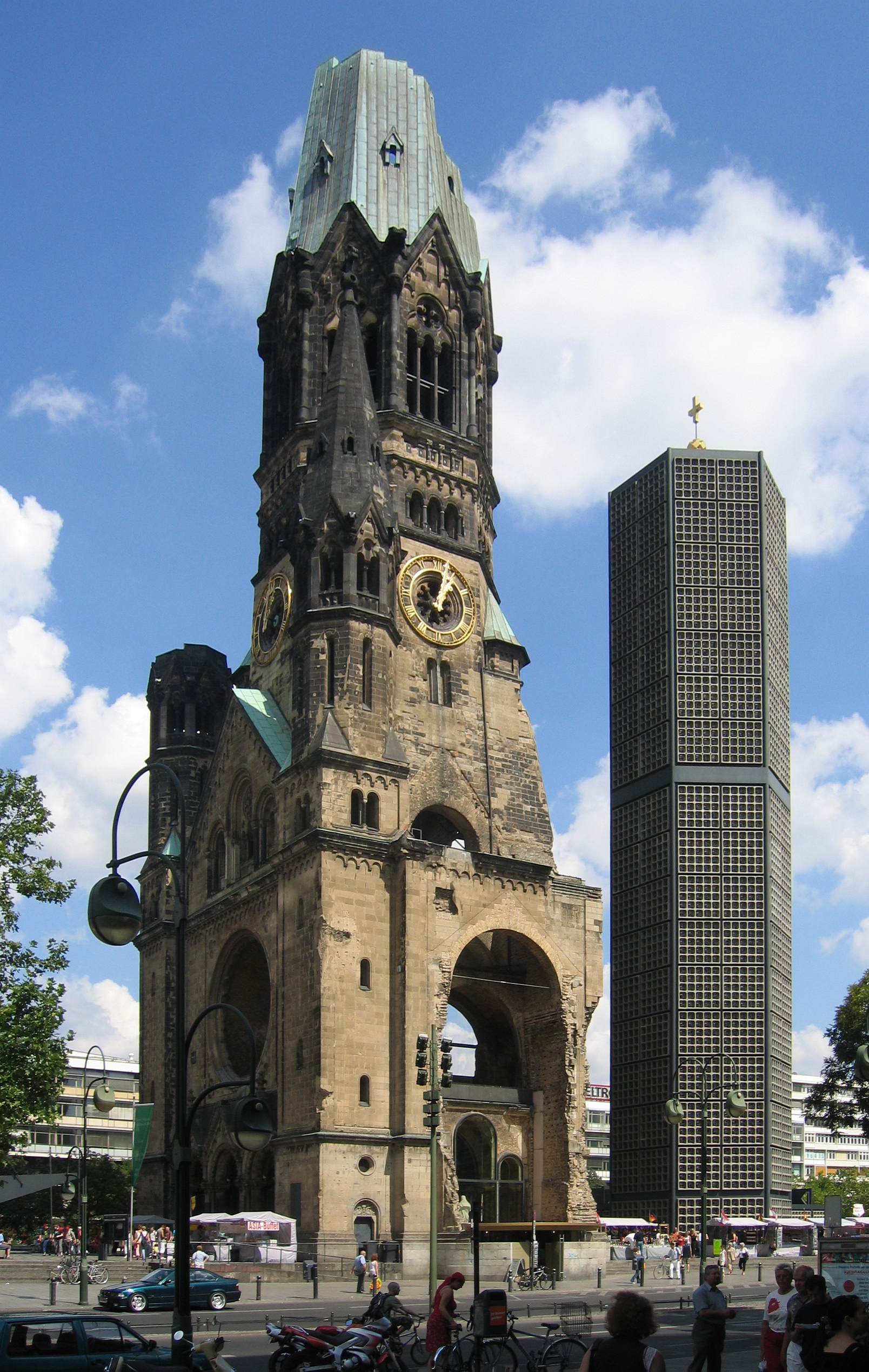
Меморіальна церква кайзера Вільгельма
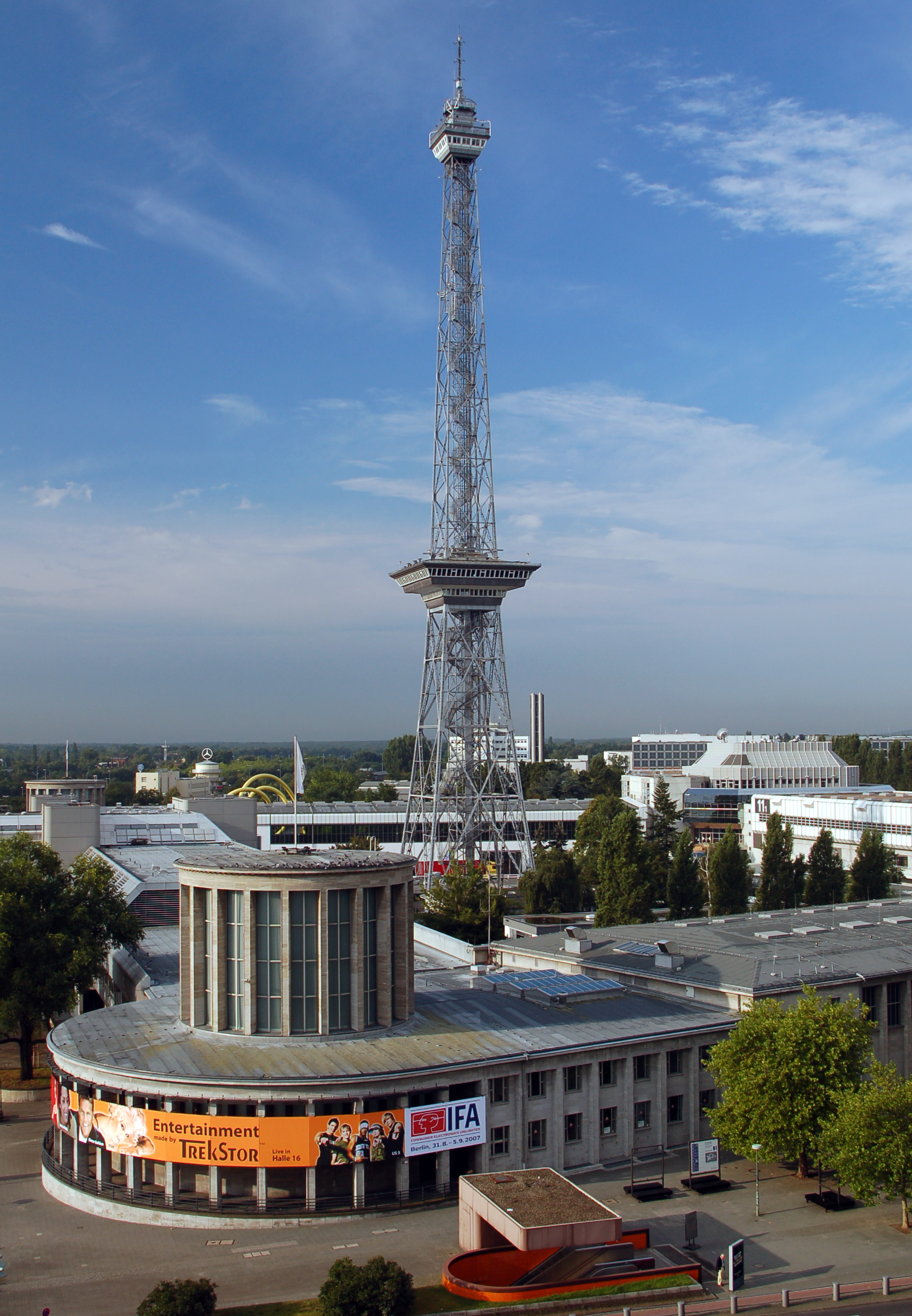
Берлінська радіовежа